# Stiphropus sangayus
Stiphropus sangayus là một loài nhện trong họ Thomisidae.
Loài này thuộc chi Stiphropus. Stiphropus sangayus được Alberto Barrion & James A. Litsinger miêu tả năm 1995.